# Llorenç Cardona Seguí
Llorenç Cardona Seguí (Maó, 1965) és un polític menorquí.
Ha treballat com a agent comercial col·legiat. Militant del Partit Popular, ha estat delegat a Menorca de l'Institut Balear de Serveis a la Joventut pertanyent al Govern Balear. Ha estat regidor de l'ajuntament de Maó el 1990-1991 i senador per Menorca a les eleccions generals espanyoles de 1996 en substitució de Bernat Llompart Díaz. A les eleccions municipals espanyoles de 2015 formà part de llista del PP a l'ajuntament d'Alaior.